# Saborna džamija u Varaminu
Saborna džamija u Varaminu (perz. مسجد جامع ورامین; Masdžid-e Džāme Varāmīn) je džamija u povijesnom središtu iranskog grada Varamina, smještenog 40-ak km jugoistočno od Teherana. Izgrađena je 1322. godine po naredbi Abu Saida Bahadur-hana (vl. 1316. − 1335.), ilhanidskog vladara odnosno sina i nasljednika Oldžajtu-hana (vl. 1304. − 1316.). Saborna džamija poznata je kao najstarija građevina iz razdoblja mongolske vladavine i reprezentativni je primjer azari stila iranske arhitekture koji objedinjuje dvorište s četiri ajvana, bogate ornamente, te igru svjetla i sjene uz pomoć strukturalnog oblikovanja.

## Arhitektura
Tlocrtni raspored kompleksa saborne džamije u Varaminu tumači se kao pokušaj stvaranja idealne strukture dvorišta s četiri ajvana, koncepta koji se u iranskoj i islamskoj arhitekturi općenito prvi put pojavljuje tijekom seldžučkog razdoblja (11. − 12. st.) kod Saborne džamije u Zavari. Međutim, gotovo kvadratične proporcije dvorišta od 25 x 25 m različitog su razmjera u odnosu na strukturu čitavog kompleksa (66 x 43 m). Proporcije ajvanskih raspona i stranica unutrašnjeg dvorišta su 1:3. Dvorište je prvotno sa sve četiri strane bilo omeđeno jednoetažnim arkadama odnosno šiljastim bačvastim svodovima.
Zapadni dio džamije gotovo je u potpunosti urušen tijekom pola tisućljeća, a ostatak koji uključuje polovicu originalne strukture uz os sjever-jug restauriran je tijekom 2000-ih godina. O prijašnjem lošem stanju građevine svjedoči putopis francuske arheologinje J. Dieulafoy iz 1887. koja navodi da se varaminski seljani boje posjećivati lokaciju zbog opasnosti od urušavanja, te serija fotografija britanskog putopisca R. Byrona iz 1934. godine.
Na jugozapadnom dijelu kompleksa smještena je glavna dvorana za molitvu (10 x 10 m), a okrunjena je kupolom položenom na 16-stranom poligonu. Dizajn naglašava prostor potkupolne dvorane koja je viša od pripadajućeg ajvana, dok je isti dominantan u odnosu na suprotni na sjeveroistoku, dva bočna i ulazni ajvan. Navedeni dojam veličine je najizraženiji kada se prolazi ispod niskog svoda podno glavnog ajvana do dvorane na čijoj se suprotnoj strani nalazi bogato ukrašeni mihrab.
Glavna dvorana osvijetljena je pomoću dva bočna i sedam uskih potkupolnih prozora: jednim na glavnoj osi, dvama na sporednoj, te četirima nad oktogonalnim trompama (perz. sekondž) s mukarnasima. S obzirom na oštre klimatske uvjete tijekom čitave godine, unutrašnji prostor varaminske Saborne džamije i iranskih džamija općenito slabije je osvijetljen u odnosu na primjerice osmanlijske bogomolje. Kompleksu džamije osim ulaznog ajvana nekad se pristupalo i s dva bočna portala na sjeverozapadu i jugoistoku, ali nakon restauracije u funkciji je ostao samo potonji.
- Građevina prije obnove (R. Byron, 1934.)
- Ulazni portal kompleksa s ajvanom
- Natkriveno dvorište ljeti i jugoistočni ajvan
- Kupola na oktogonalnoj bazi
- Eksterijer kompleksa, sjeverozapadna strana

## Umjetnost
Građevina je izrađena od opeke, a dekorativna obrada ploha iznimno je bogata i uključuje razne materijale: gips, glaziranu i neglaziranu terakotu, te mozaike od glaziranih keramičkih pločica. Portalni ajvan ukrašen je glaziranom terakotom tamne i svijetle plave boje koja na pozadini neglazirane terakote oblikuje geometrijske arabeske. Njegov svod izrađen je na način da su vodoravni redovi opeke slagani pod različitim kutovima na višim razinama čime je oblikovana polukupola. Ajvan glavne dvorane ukrašen je križnim i zvjezdastim ornamentima od terakote iznad kojih se nalazi vodoravni pojas s kaligrafskim natpisima. Iznad trake konstruiran je svod s mukarnasima od opeke koji su nekad također bili ukrašen plavim nijansama o čemu svjedoče ostatci na krajnjim uglovima odnosno poprečna lučna traka s geometrijskim ornamentima. Fasada ispod ajvana podijeljena je u pet dijelova: središnji s ulaznim portalom, dvije sporedne slijepe arkade iznad kojih se nalaze kaligrafske ploče, te dva sporedna ulaza iznad kojih je također oblikovana visoka slijepa arkada. Na bočnim stranama ajvana smještena su dodatna dva ulaza sa svodovima ukrašenim u obliku šahovnice.
Glavna dvorana s kupolom presječena po okomici sastoji se od četiri dijela: kvadratičnog prostora za molitvu (10 x 10 m) koji pomoću trompi prvo prelazi u oktogon, a potom u 16-strani poligon na koji se konačno oslanja neukrašeni tambur s kupolom. Njena unutrašnjost pri donjem dijelu ukrašena je dijamantnim motivima i pravilno raspoređenim krivuljama, dok se pri vrhu nalazi ornamentni krug sa zvjezdastim oblicima. Četiri trompe na oktogonu ukrašene su mukarnasima poslaganim u tri reda, a od kvadratičnog donjeg dijela raščlanjene su trakom s kaligrafskim natpisima. Četiri prostora između trompi oblikovana su kao slijepe arkade, a iznad svih osam lukova nalaze se dobro očuvani primjeri glazirane plave terakote. Najbogatije ukrašeni dio džamije jest mihrab s čitavim jugozapadnim zidom koji je isprepleten trodimenzionalnim biljnim, cvjetnim i kaligrafskim motivima izrađenim od gipsa. Dekoracija kod ostala tri zida jednostavnija je i uključuje geometrijske i kaligrafske oblike slične onima na eksterijeru. Na brojnim mjestima građevine opeke su ostavljene ogoljene sa svrhom prikazivanja njihovih skulpturalnih vrijednosti.
- Detalj podno glavnog ajvana
- Interijer glavne dvorane i kupole
- Mihrab ukrašen gipsanim 3D motivima
- Sporedni bočni ulaz sa svodom
- Ostaci mukarnasa podno ulaznog ajvana

## Poveznice
- Varamin
- Ilhanidsko Carstvo